# Wrynose Pass
Wrynose Pass är ett bergspass i Storbritannien.   Det ligger i grevskapet Cumbria och riksdelen England, i den centrala delen av landet, 400 km nordväst om huvudstaden London. Wrynose Pass ligger 422 meter över havet.
Terrängen runt Wrynose Pass är kuperad.Runt Wrynose Pass är det ganska tätbefolkat, med 60 invånare per kvadratkilometer. Närmaste större samhälle är Ambleside, 10,2 km öster om Wrynose Pass. Trakten runt Wrynose Pass består i huvudsak av gräsmarker.